# Setsu Sawagata
Setsu Sawagata (澤潟節?, Sawagata Setsu; fl. XX secolo) è stato un calciatore giapponese, di ruolo centrocampista.